# Grand Funk (альбом)

Grand Funk (відомий також як The Red Album) — другий студійний альбом американського рок-гурту Grand Funk Railroad. Альбом був випущений в грудні 1969 року Capitol Records, через чотири місяці після дебютного альбому On Time. Він був продюсований Террі Найтом (Terry Knight) та записаний у студії Cleveland Recording під керівництвом звукорежисера Кена Хаманна (Ken Hamann). Альбом за версією RIAA вперше для гурту був премійований як «золотий». Він включав переспів пісні «Inside Looking Out» гурту The Animals, яка до сьогодні є наріжним каменем живих концертів Grand Funk Railroad.
У 2002 році Grand Funk був реконструйований на компакт-диску з бонус-треками. Цей диск увійшов до подарункового набору «Trunk of Funk», виданого обмеженим тиражем. Футляр («Trunk») розрахований на дванадцять оптичних носіїв: крім перших чотирьох, там є місце ще й для решти альбомів, записаних Capitol Records та запланованих до перевидання. До набору також входили пара 3-D окулярів «Shinin' On», гітарний плектр та наклейка, що відтворювала квиток на концерт.

## Список пісень
Всі пісні написав Марк Фарнер, за винятком зазначених.
| Сторона 1 | Сторона 1                    | Сторона 1              | Сторона 1  |
| #         | Назва                        | Автор                  | Тривалість |
| --------- | ---------------------------- | ---------------------- | ---------- |
| 1.        | «Got This Thing on the Move» |                        | 4:38       |
| 2.        | «Please Don't Worry»         | Дон Брюер, Марк Фарнер | 4:19       |
| 3.        | «High Falootin' Woman»       |                        | 3:00       |
| 4.        | «Mr.Limousine Driver»        |                        | 4:26       |
| 5.        | «In Need»                    |                        | 7:52       |

| Сторона 2 | Сторона 2            | Сторона 2                                     | Сторона 2  |
| #         | Назва                | Автор                                         | Тривалість |
| --------- | -------------------- | --------------------------------------------- | ---------- |
| 6.        | «Winter and My Soul» |                                               | 6:38       |
| 7.        | «Paranoid»           |                                               | 7:50       |
| 8.        | «Inside Looking Out» | Дж.Ломакс, А.Ломакс, Ерік Бердон, Чес Чендлер | 9:31       |

| Бонус-треки | Бонус-треки                   | Бонус-треки |
| #           | Назва                         | Тривалість  |
| ----------- | ----------------------------- | ----------- |
| 9.          | «Nothing is the Same (Demo)»  | 5:39        |
| 10.         | «Mr.Limousine Driver (Remix)» | 5:28        |

## Склад
- Марк Фарнер — гітара, клавішні, вокал
- Мел Шахер — бас-гітара
- Дон Брюер — ударні, вокал

Виробництво
- Terry Knight — продюсер альбому, A Good Knight Production
- Kenneth Hamann — провідний інженер звукозапису, Cleveland Recording
- Silvia Gmür[en] — оригінальна концепція обкладинки альбому

## Цікаве
Зображення гурту на внутрішній стороні обкладинки грамплатівки було бенефісом нині відомого величезного рекламного плаката вартістю 100 тис. доларів на Таймс-сквер у Нью-Йорку для реклами наступного альбому Closer To Home (1970).
Дякуючи Capitol Records, альбом Grand Funk вийшов у світ на грамплатівках, магнітних стрічках, компакт-касетах, а також у форматі Stereo-8. Магнітофонна бобіна з оригінальною версією, виготовлена для Capitol/EMI компанією Ampex, містить відредаговані треки «Got This Thing on the Move», «Please Don't Worry» «Mr. Limousine Driver» та «Inside Looking Out», недоступні на інших носіях. Шляхом редагування цих пісень загальна тривалість альбому скорочена приблизно на п'ять хвилин.

Цікаво, що трек «Got This Thing on the Move» згадує Боб Бланд (Bob Bland) в журнальній статті «Grand Funk Railroad», яка вийшла друком на сторінках «CMJ New Music Monthly» в серпні 2002 року: 
В той момент, як голка мого дешевого програвача доторкнулася до вступного риффу Got This Thing On The Move, я зрозумів, що я колись з цього блідого слабака перетворюсь на маніяка з мужнім поглядом та Fenderом у руках.

## Інші виконання
Композиція «Got This Thing on the Move» вперше виконана ще рок-гуртом The Pack, в якому брали участь Марк Фарнер, Дон Бревер, а за вокаліста був Террі Найт, чинний продюсер альбому Grand Funk. У серпні 1968 року «The Pack» записали повноформатний альбом, що так і не був випущений, з піснею «Got This Thing On The Move», яка згодом з'явилася у збірнику Thirty Years of Funk: 1969–1999.
Гурт Rye Coalition переспівав «Got This Thing on the Move» у 2002 році спеціально для сервісу музичних розсилок «Клубу синглів Sub Pop», саме після участі у фестивалі андеґраунд-року Michigan Fest.

## В інших медіа
Трек «Paranoid» з'являється в скандальній стрічці «Mondo Daytona: How To Swing on your Spring Vacation», знятій в США навесні 1968 року ще до виходу першої платівки гурту Grand Funk Railroad. У ній використовуються фрагменти документального фільму «Get Down Grand Funk», доступному глядачам тільки на VHS-касетах.
Оригінальне виконання пісні «Inside Looking Out» з альбому Grand Funk прозвучало в телевізійній документалістиці «Midsummer» Rock (1970), що висвітлювала перебіг фестивалю поп-музики в Цинцинаті.

## Чарти
Альбом
| Рік  | Чарт          | Позиція |
| ---- | ------------- | ------- |
| 1970 | Billboard 200 | 11      |
| 1970 | Australia     | 13      |
| 1970 | Канада        | 9       |

Пісні
| Рік  | Пісня               | Чарт              | Позиція |
| ---- | ------------------- | ----------------- | ------- |
| 1969 | Mr.Limousine Driver | Billboard Hot 100 | 97      |
| 1969 | Mr.Limousine Driver | Канада            | 92      |